# Superliga Slovaciei
Fortuna Liga este cea mai importantă competiție din sistemul fotbalistic slovac. 

## Clasamentul UEFA
Coeficientul UEFA pe 2020
- 29  (29)  Liga I
- 30  (30)  Superliga Slovaciei
- 31  (32)  Liechtenstein
- 32  (31)  PrvaLiga
- 33  (33)  Nemzeti Bajnokság I
- 34  (43)  BGL Ligue

## Echipe actuale (2019-2020)
| Echipa              | Oraș gazdă      | Stadion                   | Capacitate |
| ------------------- | --------------- | ------------------------- | ---------- |
| AS Trenčín          | Trenčín         | Štadión pod Dubňom        | 11.258     |
| DAC Dunajská Streda | Dunajská Streda | MOL Aréna                 | 12.700     |
| FK Senica           | Senica          | OMS Arena                 | 5.070      |
| Michalovce          | Michalovce      | Mestský futbalový štadión | 4.440      |
| MFK Ružomberok      | Ružomberok      | Štadión pod Čebraťom      | 4.817      |
| FC Nitra            | Nitra           | Štadión pod Zoborom       | 7.840      |
| ŠKF Sereď           | Sereď           | Stadium Myjava            | 2.709      |
| MŠK Žilina          | Žilina          | Štadión pod Dubňom        | 11.258     |
| Slovan Bratislava   | Bratislava      | Tehelné pole              | 22.500     |
| Spartak Trnava      | Trnava          | City Arena                | 19.200     |
| ViOn Zlaté Moravce  | Zlaté Moravce   | FC ViOn Stadium           | 4          |
| FK Pohronie         | Žiar nad Hronom | Mestský štadión           | 2.309      |

| AS Trenčín                | Dunajská Streda      | FK Pohronie               | Michalovce                 |  |
| ------------------------- | -------------------- | ------------------------- | -------------------------- |  |
| Štadión pod Dubňom · UEFA | MOL Aréna · UEFA     | Mestský štadión           | Mestský futbalový štadión  |  |
| Capacity: 11.258          | Capacity: 12.700     | Capacity: 2.309           | Capacity: 4.440            |  |
|                           |                      |                           |                            |  |
| FK Senica                 | MFK Ružomberok       | MŠK Žilina                | Slovan Bratislava          |  |
| OMS Arena · UEFA          | Štadión pod Čebraťom | Štadión pod Dubňom · UEFA | Tehelné pole · UEFA        |  |
| Capacity: 5,070           | Capacity: 4,817      | Capacity: 11,258          | Capacity: 22,500           |  |
|                           |                      |                           |                            |  |
| Spartak Trnava            | ŠKF Sereď            | Zlaté Moravce             | FC Nitra                   |  |
| ŠAM - City Arena · UEFA   | Stadium Myjava       | Štadión FC ViOn           | Štadión pod Zoborom · UEFA |  |
| Capacity: 19.200          | Capacity: 2.709      | Capacity: 4.000           | Capacity: 7.480            |  |
|                           |                      |                           |                            |  |

## Campioane anuale

### Perioada 1939-44
| Sezon | Campioană                | Locul 2              | Locul 3                  |
| ----- | ------------------------ | -------------------- | ------------------------ |
| 1939  | Sparta Povazská Bystrica | ŠK Bratislava        | ŠK Žilina                |
| 1940  | ŠK Bratislava            | AC Povazská Bystrica | ŠK Žilina                |
| 1941  | ŠK Bratislava            | FC Vrútky            | Sparta Povazská Bystrica |
| 1942  | ŠK Bratislava            | FC Vrútky            | ŠK Žilina                |
| 1943  | OAP Bratislava           | ŠK Bratislava        | Sparta Povazská Bystrica |
| 1944  | ŠK Bratislava            | OAP Bratislava       | TSS Trnava               |

### 1994-2009
| Sezon | Campioană           | Locul 2               | Locul 3               | Câștigătoarea cupei   |
| ----- | ------------------- | --------------------- | --------------------- | --------------------- |
| 1994  | Slovan Bratislava   | Inter Bratislava      | Dunajska Streda       | Slovan Bratislava     |
| 1995  | Slovan Bratislava   | 1. FC Košice          | Dukla Banská Bystrica | Inter Bratislava      |
| 1996  | Slovan Bratislava   | 1. FC Košice          | Spartak Trnava        | Chemlon Humenne       |
| 1997  | 1. FC Košice        | Spartak Trnava        | Slovan Bratislava     | Slovan Bratislava     |
| 1998  | 1. FC Košice        | Spartak Trnava        | Inter Bratislava      | Spartak Trnava        |
| 1999  | Slovan Bratislava   | Inter Bratislava      | Spartak Trnava        | Slovan Bratislava     |
| 2000  | Inter Bratislava    | 1. FC Košice          | Slovan Bratislava     | Inter Bratislava      |
| 2001  | Inter Bratislava    | Slovan Bratislava     | MFK Ružomberok        | Inter Bratislava      |
| 2002  | MŠK Žilina          | Matador Púchov        | Inter Bratislava      | Koba Senec            |
| 2003  | MŠK Žilina          | Artmedia Bratislava   | Slovan Bratislava     | Matador Púchov        |
| 2004  | MŠK Žilina          | Dukla Banská Bystrica | MFK Ružomberok        | Artmedia Bratislava   |
| 2005  | Artmedia Bratislava | MŠK Žilina            | Dukla Banská Bystrica | Dukla Banská Bystrica |
| 2006  | MFK Ružomberok      | Artmedia Bratislava   | Spartak Trnava        | MFK Ružomberok        |
| 2007  | MŠK Žilina          | Artmedia Bratislava   | Slovan Bratislava     | FC ViOn Zlaté Moravce |
| 2008  | Artmedia Bratislava | MŠK Žilina            | FC Nitra              | Artmedia Bratislava   |
| 2009  | Slovan Bratislava   | MŠK Žilina            | Spartak Trnava        | MFK Košice            |

## Golgheteri
| An   | Goluri | Jucător                   | Club                                      |
| ---- | ------ | ------------------------- | ----------------------------------------- |
| 1994 | 19     | Pavol Dina                | DAC Dunajska Streda                       |
| 1995 | 18     | Robert Semenik            | Dukla Banská Bystrica                     |
| 1996 | 29     | Robert Semenik            | FC Košice                                 |
| 1997 | 22     | Jozef Kožlej              | FC Košice                                 |
| 1998 | 17     | Ľubomír Luhový            | Spartak Trnava                            |
| 1999 | 19     | Martin Fabuš              | Dukla Trenčín                             |
| 2000 | 16     | Szilárd Németh            | Inter Bratislava                          |
| 2001 | 23     | Szilárd Németh            | Inter Bratislava                          |
| 2002 | 21     | Marek Mintál              | MŠK Žilina                                |
| 2003 | 20     | Marek Mintál Martin Fabuš | MŠK Žilina Laugaricio Trenčín, MŠK Žilina |
| 2004 | 17     | Roland Števko             | MFK Ružomberok                            |
| 2005 | 22     | Filip Šebo                | Artmedia Petržalka                        |
| 2006 | 21     | Róbert Rák Erik Jendrišek | FC Nitra MFK Ružomberok                   |
| 2007 | 16     | Tomáš Oravec              | Artmedia Petržalka                        |
| 2008 | 17     | Ján Novák                 | MFK Košice                                |
| 2008 | 15     | Pavol Masaryk             | Slovan Bratislava                         |